# Landschaftsschutzgebiet Obere Senne

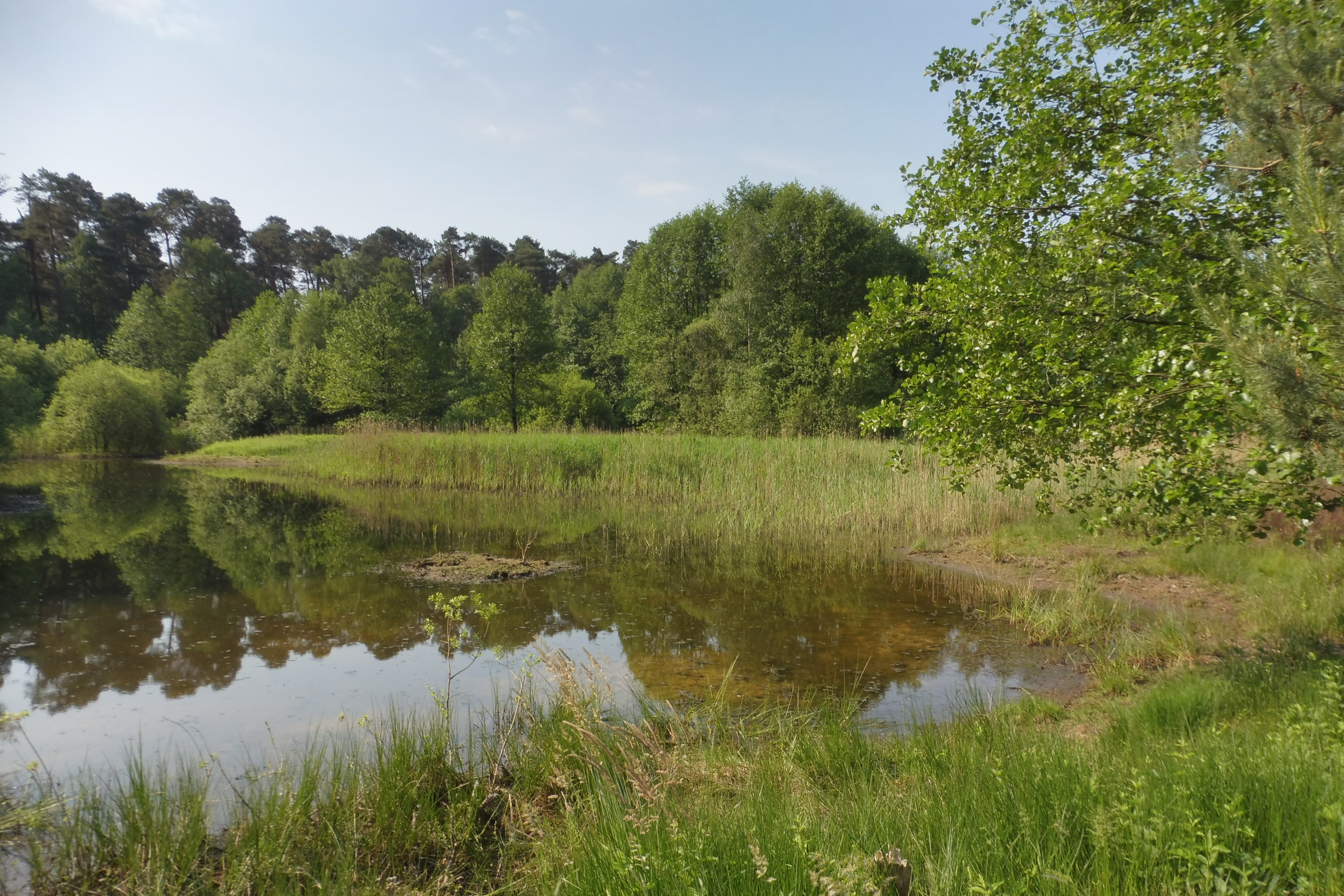
Ramselbruch im LSG

Das Landschaftsschutzgebiet Obere Senne mit 2422,89 ha Flächengröße liegt im Kreis Paderborn. Das Landschaftsschutzgebiet (LSG) wurde 1989 vom Kreistag mit dem Landschaftsplan Sennelandschaft ausgewiesen. Das LSG besteht aus sechs Teilflächen die häufig von Straßen wie die A 33 noch unterteilt sind.

## Beschreibung
Das LSG umfasst Wald- und Offenlandbereiche in den Städten Paderborn und Hövelhof. Es handelt sich um die Gebiete Kattenheide, Neuenrieger Heide, Hövelhofer Wald, Sande Nord, Sennelager Nord und Wilhelmsberg. 
Im Offenland liegen Grünland und Ackerflächen mit Feldgehölze, Hecken, Baumreihen, Baumgruppen und Einzelbäumen. Im Hövelhofer Wald gibt es trockene und feuchte Kiefernwaldgesellschaften, Heiden, Erlenbruch- und Erlen-Eschen-Auen. In diesem Waldgebiet kommen seltene Pflanzen- und Tierarten vor. Auf dem Wilhelmsberg liegt ein Dünenkomplex. 
Im LSG ist es verboten Wiederaufforstungen von Laubholzbeständen oder von Beständen mit überwiegendem Laubholzanteil mit mehr als 50 Prozent Nadelholz vorzunehmen. Nadelwaldbestände dürfen nicht als reine Nadelwaldbestände wiederaufgeforstet werden.